# Roelof Luynenburg

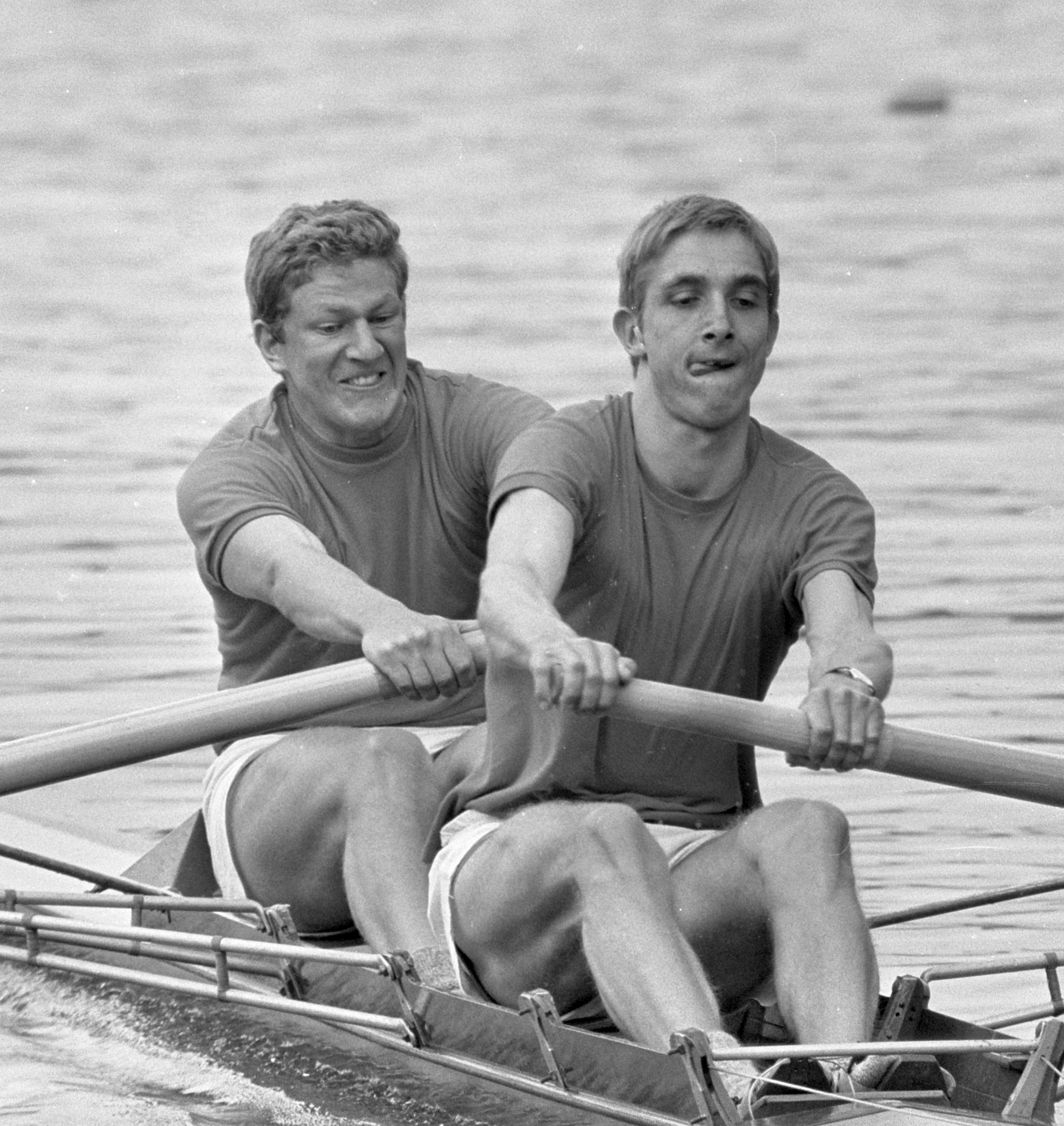
Rudolf Stokvis (links) und Roelof Luynenburg 1968

Roelof „Roel“ Johan Luynenburg (* 23. Mai 1945 in Haarlem; † 6. November 2023) war ein niederländischer Ruderer. 

## Leben und Karriere
Der 2,03 m große Roelof Luynenburg von Nereus Amsterdam gewann bei den Ruder-Weltmeisterschaften 1966 zusammen mit Maarten Kloosterman, Eric Niehe und Rudolf Stokvis die Bronzemedaille im Vierer ohne Steuermann. Zwei Jahre später traten Stokvis und Luynenburg bei den Olympischen Spielen 1968 im Zweier ohne Steuermann an und erreichten den sechsten Platz. Der größte Erfolg ihrer Sportlerkarriere gelang den beiden bei den Olympischen Spielen 1972, als sie hinter den Zweiern aus der DDR und aus der Schweiz die Bronzemedaille erkämpften. Dazwischen hatte Luynenburg bei den Europameisterschaften 1971 den fünften Platz mit dem niederländischen Achter erreicht.